# Vorderes Sonnwend Joch
Vorderes Sonnwend Joch är ett berg i Österrike.   Det ligger i distriktet Kufstein och förbundslandet Tyrolen, i den västra delen av landet, 400 km väster om huvudstaden Wien. Toppen på Vorderes Sonnwend Joch är 2 118 meter över havet. Vorderes Sonnwend Joch ingår i Sonnwend Gebirge.
Terrängen runt Vorderes Sonnwend Joch är bergig västerut, men österut är den kuperad. Närmaste större samhälle är Kramsach, 5,7 km öster om Vorderes Sonnwend Joch. 
I omgivningarna runt Vorderes Sonnwend Joch växer i huvudsak blandskog. Runt Vorderes Sonnwend Joch är det ganska glesbefolkat, med 42 invånare per kvadratkilometer.